# Siopepa Tailolo
Siopepa Tailolo (5 november 1979) is een Tuvaluaans voetballer die uitkomt voor Lakena United.
Siopepa deed al drie keer mee met Tuvaluaans zaalvoetbalteam bij de Oceanian Futsal Championship, in 2008, 2010 en 2011. Hij speelde de meeste wedstrijden voor het nationaal zaalvoetbal team. En ook in 2011 deed hij mee met het national Volleybalteam bij de Pacific Games 2011. Hij deed ook in 2007 al mee.
Siopepa was in 2011 topscorer van de Tuvalu A-Division met 6 doelpunten.

## Erelijst

### Persoonlijke prijzen
- Topscorer A-Division: 2011

1 Tailolo ·
2 Sogivalu ·
3 Taukatea ·
4 Lepaio ·
5 Maleko ·
6 Petaia ·
7 Ionatana ·
8 Uaelesi ·
9 Petaia ·
10 Panapa ·
11 Tiute ·
12 Timuani ·
Coach: Vave